# Temporada 1950 de Fórmula 1
La temporada 1950 de Fórmula 1 fue la primera del Campeonato Mundial de Pilotos de la FIA. Se disputó entre el 13 de mayo y el 3 de septiembre. El campeonato consistió en 7 carreras, 6 de ellas en Europa con las regulaciones de Fórmula 1, más las 500 Millas de Indianápolis, disputada en EE. UU bajo las regulaciones del Campeonato Nacional de la AAA. Giuseppe Farina obtuvo el título.
Se disputaron además 17 carreras de Fórmula 1 no puntuables.

## Resumen

### Previa
El antecedente histórico inmediato del Campeonato Mundial de Pilotos se remonta a 1931, cuando se instituye el Campeonato Europeo de Pilotos organizado por la AIACR. Hasta el estallido de la II Guerra Mundial se disputaron 6 campeonatos europeos. Los primeros fueron disputados como Fórmula Libre aunque posteriormente se regularon con diversas fórmulas (que vinculaban el peso mínimo del coche al tamaño del motor).
Tras la guerra, la AIACR, refundada como Federación Internacional del Automóvil (FIA), se basaría en estas fórmulas para establecer la reglamentación de la nueva Fórmula 1: motores atmosféricos de 4.5 litros o sobrealimentados de 1.5 litros. De la misma manera, las pruebas del primer Campeonato Mundial habían sido parte del Campeonato Europeo, y la diferencia más apreciable fue la inclusión de Indianápolis 500 como prueba puntuable.
Deportivamente, los grandes dominadores de la época prebélica, los coches alemanes de Mercedes-Benz y Auto Union, no participaron en la primera temporada del campeonato mundial. Grandes pilotos como Tazio Nuvolari o Rudolf Caracciola tampoco llegaron a participar en el nuevo torneo. Su lugar hegemónico sería ocupado por las escuderías italianas y pilotos como Alberto Ascari y Juan Manuel Fangio.

### Temporada

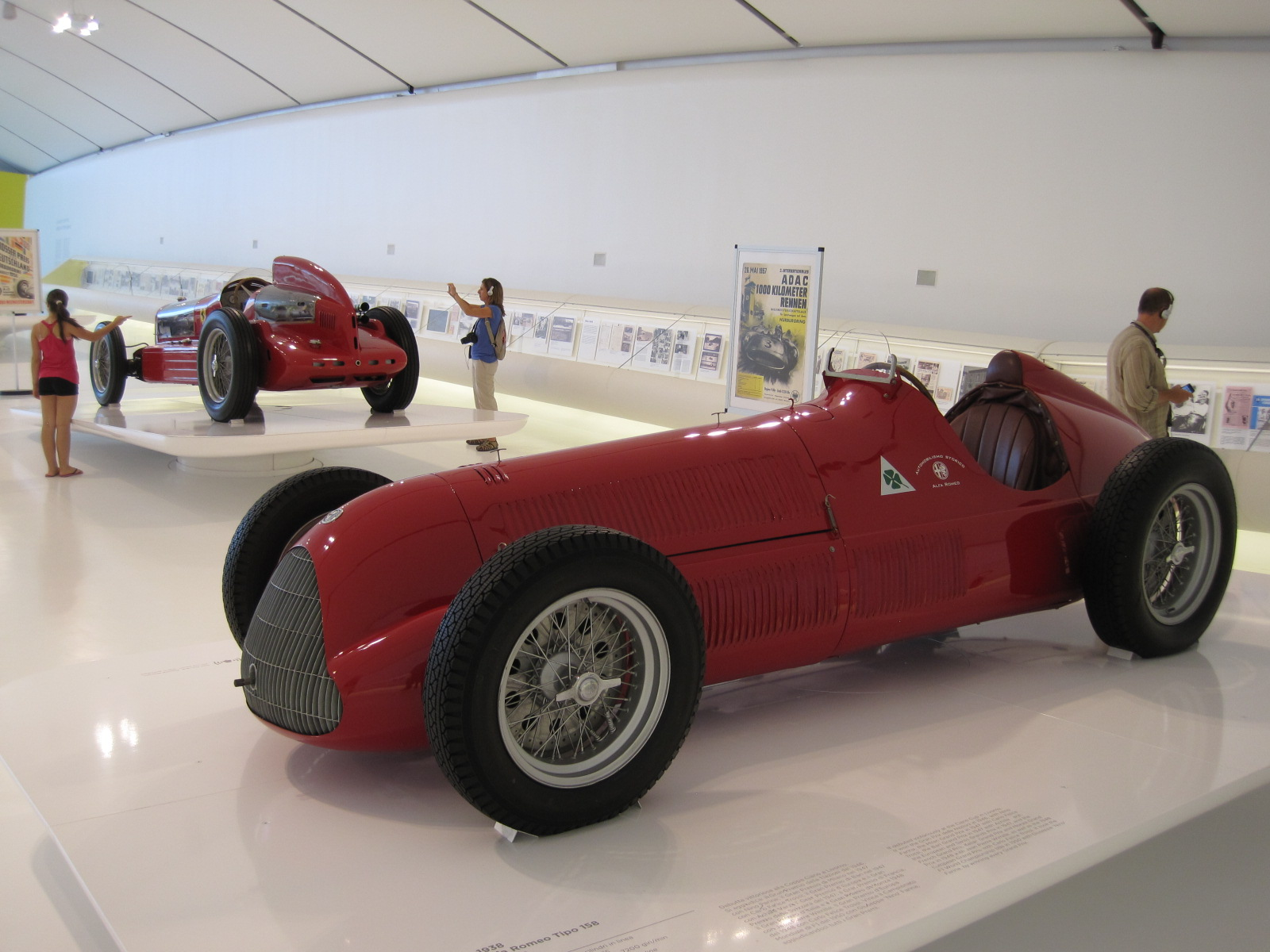
El Alfa Romeo 158 fue el dominador de la temporada.

El Campeonato Mundial inaugural se basó en las regulaciones prebélicas de las Voiturettes, (motores de 1.5 litros sobrealimentados) y los automóviles de Grand Prix (motores de 4.5 litros atmosféricos). Alfa Romeo dominó el Campeonato con su 158, un voiturette de gran éxito que venía cosechando victorias con anterioridad a la II Guerra Mundial, desde 1938. Alfa Romeo ganó las 6 carreras disputadas en Europa; por lo tanto, fueron sus pilotos los que se disputaron la victoria final. La ajustada victoria de Nino Farina sobre Juan Manuel Fangio, ambos con 3 victorias, se decidió a la postre por el 4.º puesto de Farina en GP de Bélgica, mientras Fangio no pudo sumar más puntos a sus victorias.
La única carrera no europea, Indianápolis 500,  era puntuable para el Campeonato Mundial pero se regía por las normas del Campeonato Nacional estadounidense. Estas normas estaban basadas en las regulaciones de las carreras de Gran Premio anteriores a la guerra, donde se permitían motores sobrealimentados de 3 litros, y que estaban prohibidos en la Fórmula 1.

## Escuderías y pilotos
| Escudería                    | Chasis        | Chasis      | Motor                                                        | Neu. | Pilotos               | Rondas      |
| ---------------------------- | ------------- | ----------- | ------------------------------------------------------------ | ---- | --------------------- | ----------- |
| Alfa Romeo SpA               | Alfa Romeo    | 158/59      | Alfa Romeo 158 1.5 L8s                                       | P    | Juan Manuel Fangio    | 1–2, 4–7    |
| Alfa Romeo SpA               | Alfa Romeo    | 158/59      | Alfa Romeo 158 1.5 L8s                                       | P    | Giuseppe Farina       | 1–2, 4–7    |
| Alfa Romeo SpA               | Alfa Romeo    | 158/59      | Alfa Romeo 158 1.5 L8s                                       | P    | Luigi Fagioli         | 1–2, 4–7    |
| Alfa Romeo SpA               | Alfa Romeo    | 158/59      | Alfa Romeo 158 1.5 L8s                                       | P    | Reg Parnell           | 1           |
| Alfa Romeo SpA               | Alfa Romeo    | 158/59      | Alfa Romeo 158 1.5 L8s                                       | P    | Consalvo Sanesi       | 7           |
| Alfa Romeo SpA               | Alfa Romeo    | 158/59      | Alfa Romeo 158 1.5 L8s                                       | P    | Piero Taruffi         | 7           |
| Scuderia Ambrosiana          | Maserati      | 4CLT/48     | Maserati 4CLT 1.5 L4s                                        | D    | David Murray          | 1, 7        |
| Scuderia Ambrosiana          | Maserati      | 4CLT/48     | Maserati 4CLT 1.5 L4s                                        | D    | David Hampshire       | 1, 6        |
| Scuderia Ambrosiana          | Maserati      | 4CLT/48     | Maserati 4CLT 1.5 L4s                                        | D    | Reg Parnell           | 6           |
| T.A.S.O. Mathieson           | ERA           | E           | ERA 1.5 L6s                                                  | D    | Leslie Johnson        | 1           |
| Peter Walker                 | ERA           | E           | ERA 1.5 L6s                                                  | D    | Peter Walker          | 1           |
| Peter Walker                 | ERA           | E           | ERA 1.5 L6s                                                  | D    | Tony Rolt             | 1           |
| Joe Fry                      | Maserati      | 4CL         | Maserati 4CLT 1.5 L4s                                        | D    | Joe Fry               | 1           |
| Joe Fry                      | Maserati      | 4CL         | Maserati 4CLT 1.5 L4s                                        | D    | Brian Shawe-Taylor    | 1           |
| Bob Gerard                   | ERA           | B A         | ERA 1.5 L6s                                                  | D    | Bob Gerard            | 1–2         |
| Automobiles Talbot-Darracq   | Talbot-Lago   | T26C        | Talbot 23CV 4.5 L6                                           | D    | Yves Giraud-Cabantous | 1, 4–6      |
| Automobiles Talbot-Darracq   | Talbot-Lago   | T26C        | Talbot 23CV 4.5 L6                                           | D    | Louis Rosier          | 1, 4–6      |
| Automobiles Talbot-Darracq   | Talbot-Lago   | T26C        | Talbot 23CV 4.5 L6                                           | D    | Philippe Étancelin    | 1, 5        |
| Automobiles Talbot-Darracq   | Talbot-Lago   | T26C        | Talbot 23CV 4.5 L6                                           | D    | Eugène Martin         | 1, 4        |
| Automobiles Talbot-Darracq   | Talbot-Lago   | T26C        | Talbot 23CV 4.5 L6                                           | D    | Pierre Levegh         | 5–7         |
| Automobiles Talbot-Darracq   | Talbot-Lago   | T26C        | Talbot 23CV 4.5 L6                                           | D    | Raymond Sommer        | 6           |
| Ecurie Belge                 | Talbot-Lago   | T26C        | Talbot 23CV 4.5 L6                                           | D    | Johnny Claes          | 1–2, 4–7    |
| Officine Alfieri Maserati    | Maserati      | 4CLT/48     | Maserati 4CLT 1.5 L4s                                        | P    | Louis Chiron          | 1–2, 4, 6–7 |
| Officine Alfieri Maserati    | Maserati      | 4CLT/48     | Maserati 4CLT 1.5 L4s                                        | P    | Franco Rol            | 2, 6–7      |
| Enrico Platé                 | Maserati      | 4CLT/48     | Maserati 4CLT 1.5 L4s                                        | P    | Toulo de Graffenried  | 1–2, 4, 7   |
| Enrico Platé                 | Maserati      | 4CLT/48     | Maserati 4CLT 1.5 L4s                                        | P    | Birabongse Bhanudej   | 1–2, 4, 7   |
| Joe Kelly                    | Alta          | GP          | Alta 1.5 L4s                                                 | D    | Joe Kelly             | 1           |
| Geoffrey Crossley            | Alta          | GP          | Alta 1.5 L4s                                                 | D    | Geoffrey Crossley     | 1, 5        |
| Scuderia Achille Varzi       | Maserati      | 4CLT/48 4CL | Maserati 4CLT 1.5 L4s                                        | P    | José Froilán González | 2, 6        |
| Scuderia Achille Varzi       | Maserati      | 4CLT/48 4CL | Maserati 4CLT 1.5 L4s                                        | P    | Alfredo Pián          | 2           |
| Scuderia Achille Varzi       | Maserati      | 4CLT/48 4CL | Maserati 4CLT 1.5 L4s                                        | P    | Nello Pagani          | 4           |
| Scuderia Achille Varzi       | Maserati      | 4CLT/48 4CL | Maserati 4CLT 1.5 L4s                                        | P    | Toni Branca           | 4           |
| Horschell Racing Corporation | Cooper-JAP    | T12         | JAP 1.1 V2                                                   | D    | Harry Schell          | 2           |
| Equipe Gordini               | Simca-Gordini | 15          | Gordini 15C 1.5 L4s                                          | E    | Robert Manzon         | 2, 6–7      |
| Equipe Gordini               | Simca-Gordini | 15          | Gordini 15C 1.5 L4s                                          | E    | Maurice Trintignant   | 2, 7        |
| Philippe Étancelin           | Talbot-Lago   | T26C        | Talbot 23CV 4.5 L6                                           | D    | Philippe Étancelin    | 2, 4, 6–7   |
| Philippe Étancelin           | Talbot-Lago   | T26C        | Talbot 23CV 4.5 L6                                           | D    | Eugène Chaboud        | 6           |
| Ecurie Rosier                | Talbot-Lago   | T26C        | Talbot 23CV 4.5 L6                                           | D    | Louis Rosier          | 2, 7        |
| Ecurie Rosier                | Talbot-Lago   | T26C        | Talbot 23CV 4.5 L6                                           | D    | Henri Louveau         | 7           |
| Cuth Harrison                | ERA           | B           | ERA 1.5 L6s                                                  | D    | Cuth Harrison         | 1-2, 7      |
| Peter Whitehead              | Ferrari       | 125         | Ferrari 125 1.5 V12s                                         | D    | Peter Whitehead       | 2, 6–7      |
| Scuderia Ferrari             | Ferrari       | 125 275 375 | Ferrari 125 1.5 V12s Ferrari 275 3.3 V12 Ferrari 375 4.5 V12 | P    | Luigi Villoresi       | 2, 4–5      |
| Scuderia Ferrari             | Ferrari       | 125 275 375 | Ferrari 125 1.5 V12s Ferrari 275 3.3 V12 Ferrari 375 4.5 V12 | P    | Alberto Ascari        | 2, 4–5, 7   |
| Scuderia Ferrari             | Ferrari       | 125 275 375 | Ferrari 125 1.5 V12s Ferrari 275 3.3 V12 Ferrari 375 4.5 V12 | P    | Raymond Sommer        | 2, 4        |
| Scuderia Ferrari             | Ferrari       | 125 275 375 | Ferrari 125 1.5 V12s Ferrari 275 3.3 V12 Ferrari 375 4.5 V12 | P    | Dorino Serafini       | 7           |
| Scuderia Ferrari             | Ferrari       | 125         | Ferrari 125 1.5 V12s                                         | P    | Peter Whitehead       | 4           |
| Scuderia Milano              | Maserati      | 4CLT/50     | Maserati 4CLT 1.5 L4s                                        | P    | Felice Bonetto        | 4           |
| Scuderia Milano              | Milano        | 1           | Speluzzi 1.5 L4s                                             | P    | Felice Bonetto        | 7           |
| Scuderia Milano              | Maserati      | 4CLT/50     | Milano 1.5 L4s                                               | P    | Felice Bonetto        | 6           |
| Scuderia Milano              | Maserati      | 4CLT/50     | Milano 1.5 L4s                                               | P    | Franco Comotti        | 7           |
| Ecurie Bleue                 | Talbot-Lago   | T26C        | Talbot 23CV 4.5 L6                                           | D    | Harry Schell          | 4           |
| Raymond Sommer               | Talbot-Lago   | T26C        | Talbot 23CV 4.5 L6                                           | D    | Raymond Sommer        | 5, 7        |
| Ecurie Lutetia               | Talbot-Lago   | T26C        | Talbot 23CV 4.5 L6                                           | D    | Eugène Chaboud        | 5           |
| Antonio Branca               | Maserati      | 4CL         | Maserati 4CLT 1.5 L4s                                        | P    | Toni Branca           | 5           |
| Charles Pozzi                | Talbot-Lago   | T26C        | Talbot 23CV 4.5 L6                                           | D    | Charles Pozzi         | 6           |
| Charles Pozzi                | Talbot-Lago   | T26C        | Talbot 23CV 4.5 L6                                           | D    | Louis Rosier          | 6           |
| Clemente Biondetti           | Ferrari       | 166S        | Jaguar Cars XK 3.4 L6                                        | P    | Clemente Biondetti    | 7           |
| Paul Pietsch                 | Maserati      | 4CLT/48     | Maserati 4CLT 1.5 L4s                                        | P    | Paul Pietsch          | 7           |
| Guy Mairesse                 | Talbot-Lago   | T26C        | Talbot 23CV 4.5 L6                                           | D    | Guy Mairesse          | 7           |
| Pierre Levegh                | Talbot-Lago   | T26C        | Talbot 23CV 4.5 L6                                           | D    | Pierre Levegh         | 7           |

## Resultados
| Ronda | Fecha           | Gran Premio                                                                           | Mapa del Circuito    | Resultados         | Resultados         | Resultados                     | Resultados         |
| ----- | --------------- | ------------------------------------------------------------------------------------- | -------------------- | ------------------ | ------------------ | ------------------------------ | ------------------ |
| 1     | 13 de mayo      | Gran Premio de Gran Bretaña Circuito de Silverstone Longitud: 4,649 km Vueltas: 70    |                      | Pole position      | Giuseppe Farina    | Ganador                        | Giuseppe Farina    |
| 1     | 13 de mayo      | Gran Premio de Gran Bretaña Circuito de Silverstone Longitud: 4,649 km Vueltas: 70    | Vuelta rápida        | Giuseppe Farina    | 2.º puesto         | Luigi Fagioli                  |                    |
| 1     | 13 de mayo      | Gran Premio de Gran Bretaña Circuito de Silverstone Longitud: 4,649 km Vueltas: 70    | Vuelta rápida        | Giuseppe Farina    | 3.er puesto        | Reg Parnell                    |                    |
| 1     | 13 de mayo      | Gran Premio de Gran Bretaña Circuito de Silverstone Longitud: 4,649 km Vueltas: 70    | Resultados completos |                    |                    |                                |                    |
| 2     | 21 de mayo      | Gran Premio de Mónaco Circuito de Mónaco Longitud: 3,180 km Vueltas: 100              |                      | Pole position      | Juan Manuel Fangio | Ganador                        | Juan Manuel Fangio |
| 2     | 21 de mayo      | Gran Premio de Mónaco Circuito de Mónaco Longitud: 3,180 km Vueltas: 100              | Vuelta rápida        | Juan Manuel Fangio | 2.º puesto         | Alberto Ascari                 |                    |
| 2     | 21 de mayo      | Gran Premio de Mónaco Circuito de Mónaco Longitud: 3,180 km Vueltas: 100              | Vuelta rápida        | Juan Manuel Fangio | 3.er puesto        | Louis Chiron                   |                    |
| 2     | 21 de mayo      | Gran Premio de Mónaco Circuito de Mónaco Longitud: 3,180 km Vueltas: 100              | Resultados completos |                    |                    |                                |                    |
| 3     | 30 de mayo      | 500 Millas de Indianápolis Indianapolis Motor Speedway Longitud: 5,83 km Vueltas: 138 |                      | Pole position      | Walt Faulkner      | Ganador                        | Johnnie Parsons    |
| 3     | 30 de mayo      | 500 Millas de Indianápolis Indianapolis Motor Speedway Longitud: 5,83 km Vueltas: 138 | Vuelta rápida        | Johnnie Parsons    | 2.º puesto         | Bill Holland                   |                    |
| 3     | 30 de mayo      | 500 Millas de Indianápolis Indianapolis Motor Speedway Longitud: 5,83 km Vueltas: 138 | Vuelta rápida        | Johnnie Parsons    | 3.er puesto        | Mauri Rose                     |                    |
| 3     | 30 de mayo      | 500 Millas de Indianápolis Indianapolis Motor Speedway Longitud: 5,83 km Vueltas: 138 | Resultados completos |                    |                    |                                |                    |
| 4     | 4 de junio      | Gran Premio de Suiza Circuito de Bremgarten Longitud: 7,280 km Vueltas: 42            |                      | Pole position      | Juan Manuel Fangio | Ganador                        | Giuseppe Farina    |
| 4     | 4 de junio      | Gran Premio de Suiza Circuito de Bremgarten Longitud: 7,280 km Vueltas: 42            | Vuelta rápida        | Giuseppe Farina    | 2.º puesto         | Luigi Fagioli                  |                    |
| 4     | 4 de junio      | Gran Premio de Suiza Circuito de Bremgarten Longitud: 7,280 km Vueltas: 42            | Vuelta rápida        | Giuseppe Farina    | 3.er puesto        | Louis Rosier                   |                    |
| 4     | 4 de junio      | Gran Premio de Suiza Circuito de Bremgarten Longitud: 7,280 km Vueltas: 42            | Resultados completos |                    |                    |                                |                    |
| 5     | 18 de junio     | Gran Premio de Bélgica Circuito de Spa-Francorchamps Longitud: 14,120 km Vueltas: 35  |                      | Pole position      | Giuseppe Farina    | Ganador                        | Juan Manuel Fangio |
| 5     | 18 de junio     | Gran Premio de Bélgica Circuito de Spa-Francorchamps Longitud: 14,120 km Vueltas: 35  | Vuelta rápida        | Giuseppe Farina    | 2.º puesto         | Luigi Fagioli                  |                    |
| 5     | 18 de junio     | Gran Premio de Bélgica Circuito de Spa-Francorchamps Longitud: 14,120 km Vueltas: 35  | Vuelta rápida        | Giuseppe Farina    | 3.er puesto        | Louis Rosier                   |                    |
| 5     | 18 de junio     | Gran Premio de Bélgica Circuito de Spa-Francorchamps Longitud: 14,120 km Vueltas: 35  | Resultados completos |                    |                    |                                |                    |
| 6     | 2 de julio      | Gran Premio de Francia Reims-Gueux Longitud: 8,372 km Vueltas: 64                     |                      | Pole position      | Juan Manuel Fangio | Ganador                        | Juan Manuel Fangio |
| 6     | 2 de julio      | Gran Premio de Francia Reims-Gueux Longitud: 8,372 km Vueltas: 64                     | Vuelta rápida        | Juan Manuel Fangio | 2.º puesto         | Luigi Fagioli                  |                    |
| 6     | 2 de julio      | Gran Premio de Francia Reims-Gueux Longitud: 8,372 km Vueltas: 64                     | Vuelta rápida        | Juan Manuel Fangio | 3.er puesto        | Prince Bira                    |                    |
| 6     | 2 de julio      | Gran Premio de Francia Reims-Gueux Longitud: 8,372 km Vueltas: 64                     | Resultados completos |                    |                    |                                |                    |
| 7     | 3 de septiembre | Gran Premio de Italia Autodromo Nazionale di Monza Longitud: 6,3 km Vueltas: 80       |                      | Pole position      | Juan Manuel Fangio | Ganador                        | Giuseppe Farina    |
| 7     | 3 de septiembre | Gran Premio de Italia Autodromo Nazionale di Monza Longitud: 6,3 km Vueltas: 80       | Vuelta rápida        | Juan Manuel Fangio | 2.º puesto         | Dorino Serafini Alberto Ascari |                    |
| 7     | 3 de septiembre | Gran Premio de Italia Autodromo Nazionale di Monza Longitud: 6,3 km Vueltas: 80       | Vuelta rápida        | Juan Manuel Fangio | 3.er puesto        | Luigi Fagioli                  |                    |
| 7     | 3 de septiembre | Gran Premio de Italia Autodromo Nazionale di Monza Longitud: 6,3 km Vueltas: 80       | Resultados completos |                    |                    |                                |                    |

## Clasificaciones

### Sistema de puntuación
- Puntuaban los cinco primeros de cada carrera.
- Para el campeonato de pilotos solo contabilizaban los cuatro mejores resultados obtenidos por cada competidor.
- En caso de que dos pilotos, por circunstancias de la carrera, compitieran con un mismo vehículo, los puntos serían divididos equitativamente entre ambos pilotos.

| Posición | 1.º | 2.º | 3.º | 4.º | 5.º | VR |
| Puntos   | 8   | 6   | 4   | 3   | 2   | 1  |

### Campeonato de Pilotos
| Pos. | Piloto                | GBR  | MON | 500  | SUI | BEL | FRA | ITA  | Puntos  |
| ---- | --------------------- | ---- | --- | ---- | --- | --- | --- | ---- | ------- |
| 1    | Giuseppe Farina       | 1    | Ret |      | 1   | 4   | 7   | 1    | 30      |
| 2    | Juan Manuel Fangio    | Ret  | 1   |      | Ret | 1   | 1   | Ret  | 27      |
| 3    | Luigi Fagioli         | 2    | Ret |      | 2   | 2   | 2   | (3)  | 24 (28) |
| 4    | Louis Rosier          | 5    | Ret |      | 3   | 3   | 6†  | 4    | 13      |
| 5    | Alberto Ascari        |      | 2   |      | Ret | 5   | DNS | 2†   | 11      |
| 6    | Johnnie Parsons       |      |     | 1    |     |     |     |      | 9       |
| 7    | Bill Holland          |      |     | 2    |     |     |     |      | 6       |
| 8    | Prince Bira           | Ret  | 5   |      | 4   |     |     | Ret  | 5       |
| 9    | Peter Whitehead       |      | DNS |      |     |     | 3   | 7    | 4       |
| 10   | Louis Chiron          | Ret  | 3   |      | 9   |     | Ret | Ret  | 4       |
| 11   | Reg Parnell           | 3    |     |      |     |     | Ret |      | 4       |
| 12   | Mauri Rose            |      |     | 3    |     |     |     |      | 4       |
| 13   | Dorino Serafini       |      |     |      |     |     |     | 2†   | 3       |
| 14   | Yves Giraud-Cabantous | 4    |     |      | Ret | Ret | 8   |      | 3       |
| 15   | Raymond Sommer        |      | 4   |      | Ret | Ret | Ret | Ret  | 3       |
| 16   | Cecil Green           |      |     | 4    |     |     |     |      | 3       |
| 17   | Robert Manzon         |      | Ret |      |     |     | 4   | Ret  | 3       |
| 18   | Philippe Étancelin    | 8    | Ret |      | Ret | Ret | 5†  | 5    | 3       |
| 19   | Felice Bonetto        |      |     |      | 5   |     | Ret | DNS  | 2       |
| 20   | Joie Chitwood         |      |     | 5†   |     |     |     |      | 1       |
| 21   | Tony Bettenhausen     |      |     | 5†   |     |     |     |      | 1       |
| 22   | Eugène Chaboud        |      |     |      |     | Ret | 5†  |      | 1       |
| 23   | Toulo de Graffenried  | Ret  | Ret |      | 6   |     |     | 6    | 0       |
| 24   | Bob Gerard            | 6    | 6   |      |     |     |     |      | 0       |
| 25   | Luigi Villoresi       |      | Ret |      | Ret | 6   | DNS |      | 0       |
| 26   | Charles Pozzi         |      |     |      |     |     | 6†  |      | 0       |
| 27   | Lee Wallard           |      |     | 6    |     |     |     |      | 0       |
| 28   | Johnny Claes          | 11   | 7   |      | 10  | 8   | Ret | Ret  | 0       |
| 29   | Pierre Levegh         |      |     |      |     | 7   | Ret | Ret  | 0       |
| 30   | Cuth Harrison         | 7    | Ret |      |     |     |     | Ret  | 0       |
| 31   | Nello Pagani          |      |     |      | 7   |     |     |      | 0       |
| 32   | Walt Faulkner         |      |     | 7    |     |     |     |      | 0       |
| 33   | Harry Schell          |      | Ret |      | 8   |     |     |      | 0       |
| 34   | George Connor         |      |     | 8    |     |     |     |      | 0       |
| 35   | David Hampshire       | 9    |     |      |     |     | Ret |      | 0       |
| 36   | Geoffrey Crossley     | Ret  |     |      |     | 9   |     |      | 0       |
| 37   | Paul Russo            |      |     | 9    |     |     |     |      | 0       |
| 38   | Toni Branca           |      |     |      | 11  | 10  |     |      | 0       |
| 39   | Brian Shawe Taylor    | 10†  |     |      |     |     |     |      | 0       |
| 40   | Pat Flaherty          |      |     | 10   |     |     |     |      | 0       |
| 41   | Myron Fohr            |      |     | 11   |     |     |     |      | 0       |
| 42   | Duane Carter          |      |     | 12   |     |     |     |      | 0       |
| 43   | Mack Hellings         |      |     | 13   |     |     |     |      | 0       |
| 44   | Jack McGrath          |      |     | 14   |     |     |     |      | 0       |
| 45   | Troy Ruttman          |      |     | 15   |     |     |     |      | 0       |
| 46   | Gene Hartley          |      |     | 16   |     |     |     |      | 0       |
| 47   | Jimmy Davies          |      |     | 17   |     |     |     |      | 0       |
| 48   | Johnny McDowell       |      |     | 18   |     |     |     |      | 0       |
| 49   | Walt Brown            |      |     | 19   |     |     |     |      | 0       |
| 50   | Spider Webb           |      |     | 20   |     |     |     |      | 0       |
| 51   | Jerry Hoyt            |      |     | 21   |     |     |     |      | 0       |
| 52   | Walt Ader             |      |     | 22   |     |     |     |      | 0       |
| 53   | Jackie Holmes         |      |     | 23   |     |     |     |      | 0       |
| 54   | Jim Rathmann          |      |     | 24   |     |     |     |      | 0       |
| NC   | David Murray          | Ret  |     |      |     |     |     | Ret  | 0       |
| NC   | José Froilán González |      | Ret |      |     |     | Ret |      | 0       |
| NC   | Guy Mairesse          |      |     |      |     |     |     | Ret  | 0       |
| NC   | Franco Rol            |      | Ret |      |     |     | Ret | Ret  | 0       |
| NC   | Joe Kelly             | NC   |     |      |     |     |     |      | 0       |
| NC   | Piero Taruffi         |      |     |      |     |     |     | Ret† | 0       |
| NC   | Eugène Martin         | Ret  |     |      | Ret |     |     |      | 0       |
| NC   | Maurice Trintignant   |      | Ret |      |     |     |     | Ret  | 0       |
| NC   | Clemente Biondetti    |      |     |      |     |     |     | Ret  | 0       |
| NC   | Henri Louveau         |      |     |      |     |     |     | Ret  | 0       |
| NC   | Peter Walker          | Ret† |     |      |     |     |     |      | 0       |
| NC   | Franco Comotti        |      |     |      |     |     |     | Ret  | 0       |
| NC   | Leslie Johnson        | Ret  |     |      |     |     |     |      | 0       |
| NC   | Consalvo Sanesi       |      |     |      |     |     |     | Ret  | 0       |
| NC   | Paul Pietsch          |      |     |      |     |     |     | Ret  | 0       |
| NC   | Bill Schindler        |      |     | Ret  |     |     |     |      | 0       |
| NC   | Bayliss Levrett       |      |     | Ret† |     |     |     |      | 0       |
| NC   | Fred Agabashian       |      |     | Ret  |     |     |     |      | 0       |
| NC   | Jimmy Jackson         |      |     | Ret  |     |     |     |      | 0       |
| NC   | Sam Hanks             |      |     | Ret  |     |     |     |      | 0       |
| NC   | Dick Rathmann         |      |     | Ret  |     |     |     |      | 0       |
| NC   | Duke Dinsmore         |      |     | Ret  |     |     |     |      | 0       |
| Pos. | Piloto                | GBR  | MON | 500  | SUI | BEL | FRA | ITA  | Puntos  |

| Color      | Resultado                          |
| ---------- | ---------------------------------- |
| Oro        | Ganador                            |
| Plata      | 2.º puesto                         |
| Bronce     | 3.er puesto                        |
| Verde      | Finalizó en los puntos             |
| Azul       | Finalizó sin puntos                |
| Azul       | NC - No clasificado                |
| Violeta    | Ret - No terminó                   |
| Rojo       | DNQ - No se clasificó              |
| Rojo       | DNPQ - No se preclasificó          |
| Negro      | DSQ - Descalificado                |
| Blanco     | DNS - No empezó                    |
| Blanco     | WD - Retirado                      |
| Blanco     | C - Carrera cancelada              |
| Azul claro | TD - Entrenamientos libres (2003-) |
| Sin color  | DNP - Inscrito, pero no participó  |
| Sin color  | INJ - Inscrito, pero lesionado     |
| Sin color  | EX - Excluido                      |

| Estado  | Resultado                                                                             |
| ------- | ------------------------------------------------------------------------------------- |
| Negrita | Pole position                                                                         |
| Cursiva | Vuelta rápida                                                                         |
| 1-8     | Posiciones puntuables de clasificación sprint (2021-)                                 |
| †       | No acabó el Gran Premio, pero fue clasificado ya que completó el porcentaje necesario |
| ‡       | Monoplaza compartido                                                                  |
| ~       | Se otorgó la mitad de puntos ya que no se cumplió con el 75% de la carrera            |
| ≠       | No obtuvo puntos ya que era piloto invitado                                           |
| F2      | Inscrito para carrera de Fórmula 2, no sumaba puntos                                  |

#### Leyenda adicional
- Las puntuaciones sin paréntesis corresponden al cómputo oficial del Campeonato— la suma de la puntuación únicamente de los 4 mejores resultados del Campeonato, sin tener en cuenta los puntos que se hubieran obtenido en el resto de carreras.
- Las puntuaciones entre paréntesis corresponden al cómputo total de puntos obtenidos— la suma de la puntuación de todos los resultados del Campeonato, incluyendo los puntos obtenidos en carreras que no son computados para la clasificación final.

## Carreras no puntuables
Carreras con reglamentación de Fórmula 1 disputadas en 1950, que no puntuaban para el Campeonato Mundial de Pilotos.
| Nombre                          | Circuito                | Fecha            | Piloto ganador     | Constructor ganador |
| ------------------------------- | ----------------------- | ---------------- | ------------------ | ------------------- |
| Gran Premio de Pau              | Pau                     | 10 de abril      | Juan Manuel Fangio | Maserati            |
| Trofeo de Richmond              | Goodwood                | 10 de abril      | Reg Parnell        | Maserati            |
| Gran Premio de San Remo         | San Remo                | 16 de abril      | Juan Manuel Fangio | Alfa Romeo          |
| Gran Premio de París            | Montlhéry               | 30 de abril      | Georges Grignard   | Talbot-Lago         |
| Trofeo del Imperio Británico    | Douglas                 | 15 de junio      | Bob Gerard         | ERA                 |
| Gran Premio de Bari             | Bari                    | 9 de julio       | Nino Farina        | Alfa Romeo          |
| Carrera de las calles de Jersey | Jersey                  | 13 de julio      | Peter Whitehead    | Ferrari             |
| Circuito de Albigeois           | Albi                    | 16 de julio      | Louis Rosier       | Talbot-Lago         |
| Gran Premio de los Países Bajos | Zandvoort               | 23 de julio      | Louis Rosier       | Talbot-Lago         |
| Gran Premio de las Naciones     | Ginebra                 | 30 de julio      | Juan Manuel Fangio | Alfa Romeo          |
| Copa de Nottingham              | Nottingham              | 7 de agosto      | David Hampshire    | Maserati            |
| Trofeo Úlster                   | Dundrod                 | 12 de agosto     | Peter Whitehead    | Ferrari             |
| Coppa Acerbo                    | Pescara                 | 15 de agosto     | Juan Manuel Fangio | Alfa Romeo          |
| Copa Internacional BRDC         | Silverstone             | 26 de agosto     | Nino Farina        | Alfa Romeo          |
| Copa Goodwood                   | Goodwood                | 30 de septiembre | Reg Parnell        | BRM                 |
| Gran Premio de Penya Rhin       | Pedralbes               | 29 de octubre    | Alberto Ascari     | Ferrari             |
| Gran Premio de Chile            | Pedro de Valdivia Norte | 17 de diciembre  | Juan Manuel Fangio | Maserati            |